# 明打威群島

明打威群島（Mentawai Islands）是印度尼西亞的群島，位於蘇門答臘西面離岸150公里處，是著名的衝浪勝地，2004年印度洋大地震後地震和海嘯頻繁。最大島嶼是西比路島，面積4,030平方公里。其他島嶼包括西普拉島、南巴蓋島、北巴蓋島等。

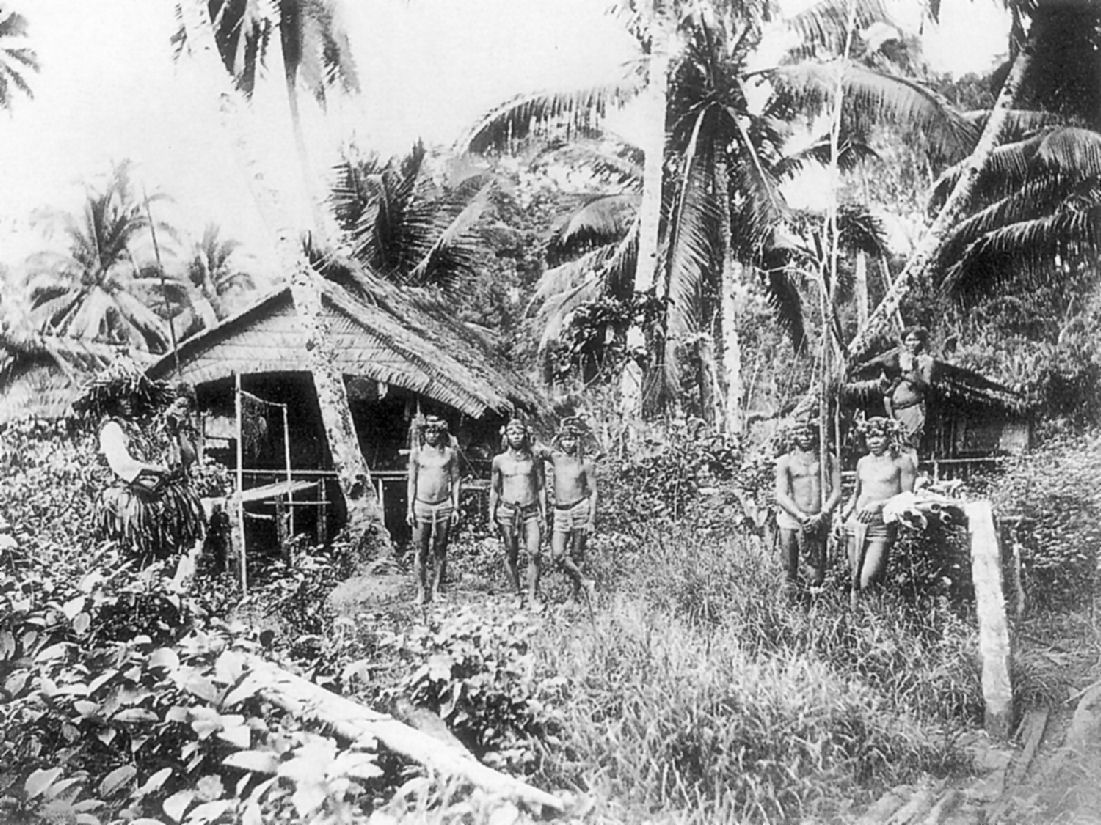
明打威群島村落（1895年）

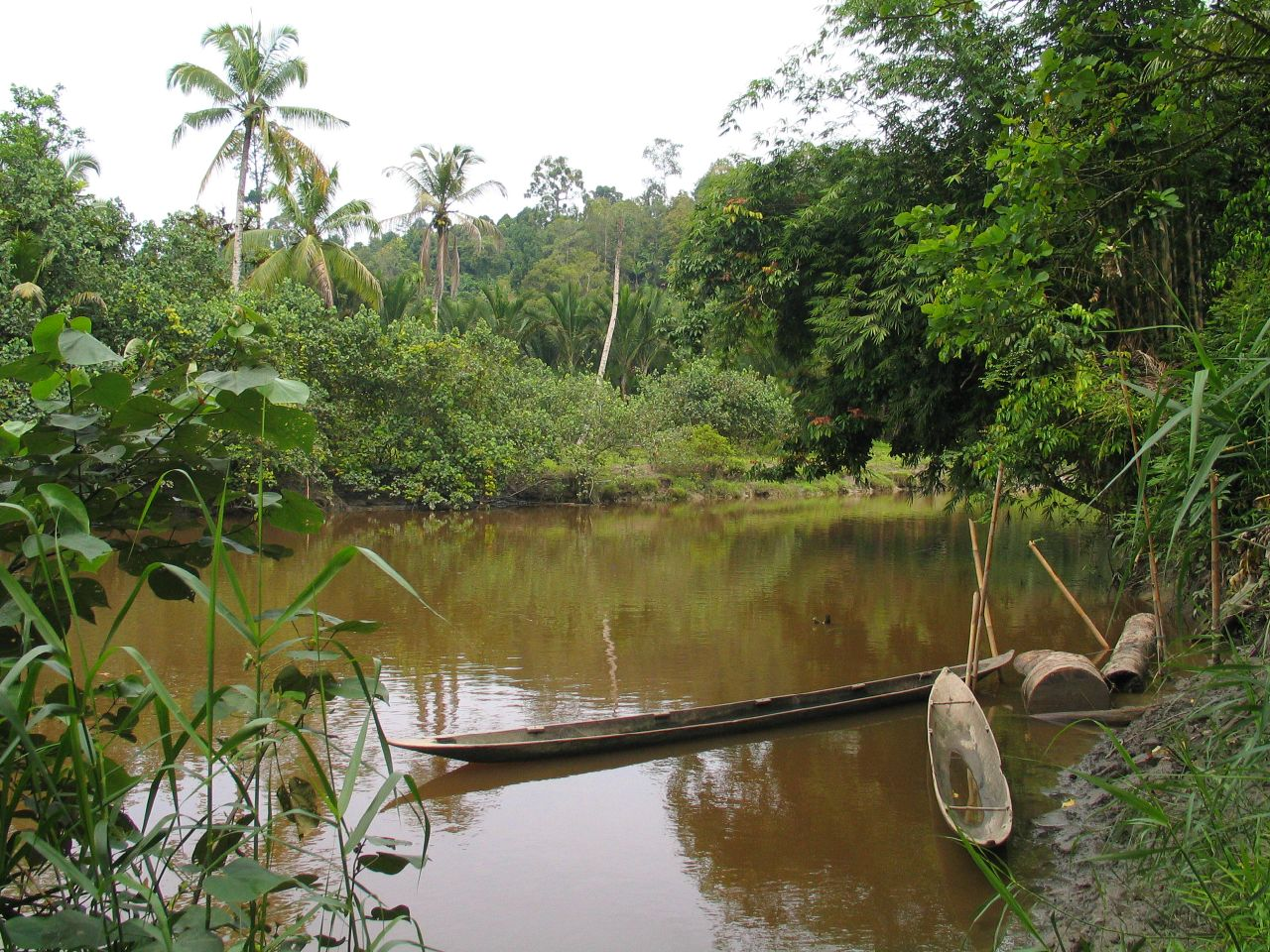
西普拉島的河流

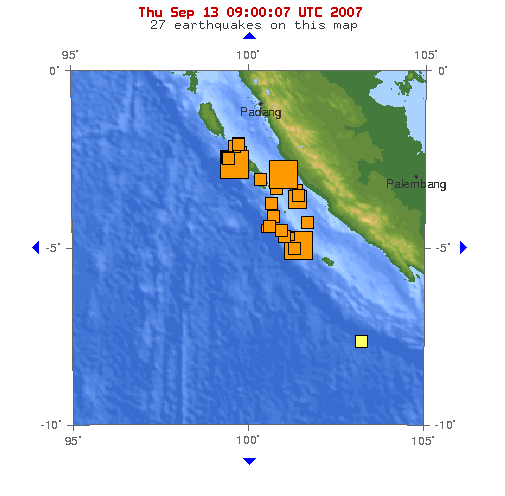
2007年9月蘇門答臘地震

## 外部連結
- Anthropology of the Mentawai Islands
- Native Planet: The Mentawai
- Mentawai Islands rain forests (World Wildlife Fund) （页面存档备份，存于）
- Surf Aid International